# Гиерофисы
Гиерофисы (лат. Hierophis) — род змей семейства ужеобразных. Ранее включался в род Coluber.

## Виды
Род включает 3 вида:
- Hierophis cypriensis
- Hierophis gemonensis — балканский полоз
- Hierophis viridiflavus — жёлто-зелёный полоз

В род Hierophis включались также виды, выделенные в род Dolichophis, в том числе обитающие на территории бывшего СССР желтобрюхий (каспийский) полоз (Dolichophis caspius) и краснобрюхий полоз (Dolichophis schmidti).